# Anna Brull
Anna Brull (Barcelona, 1987) es una cantante y profesora de canto. Se formó en Escuela Superior de Música de Cataluña (ESMUC), después continuó su especialización lírica en el Real Conservatorio de Bruselas, más tarde con la soprano Amelia Felle en el Conservatorio Tito Schipa di Lecce (Italia).

## Biografía
Esta joven mezzosoprano comenzó su carrera artística internacional como Cherubino (Le nozze di Figaro) en Lecce (Italia), continuando con el mismo papel en su debut alemán en el Teatro Hof. Tras su carrera como mezzosoprano mozartiana, debutó como Annio (La Clemenza di Tito) en St. Etienne (Francia) y Zerlina (Don Giovanni) en la producción de Herbert Fritsch en la Komische Oper de Berlín.
Ha trabajado con directores de prestigio como Henrik Nánási, Jordan de Souza, Marco Comin, Andrea Sanguineti, Kristiina Poska, Roland Kluttig, Oksana Lyniv y Marcus Merkel, entre otros. También cabe destacar su trabajo junto a destacados directores de escena como Eduardo Vasco, Bernd Mottl, Dirk Schmeding, Peter Lund, Nadja Loschky, Johannes Erath, Mariame Clément, Herbert Fritsch y Rolando Villazón, entre otros.

## Ámbito profesional
Anna Brull es miembro del ensemble de la Oper Graz (Austria) desde 2013, teatro en el que se la ha escuchado en más de una treintena de papeles diferentes. Aclamada por la crítica por su interpretación de Rosina (Il Barbiere di Siviglia), ganó el Premio “Österreichischer Musiktheaterpreis” como Mejor Nueva Artista Femenina 2017.
Combinando sus representaciones operísticas con el oratorio y la música de cámara, ha consolidado su carrera como una artista polifacética, sumando a su repertorio papeles como María de Buenos Aires, Donna Elvira (Don Giovanni), Prinz Orlofsky (Die Fledermaus), Nancy (Martha), Fatime (Oberon), La Reina (Švanda dudák) o la Marchesa Melibea en Viaggio a Reims de Rossini; todo muy bien recibido por el público austríaco.
Debutó en España en mayo de 2021, en Madrid, participando en la coproducción del Teatro Real y el Teatro Español del estreno mundial de la ópera Tránsito, del compositor español Jesús Torres.
En la temporada 2022 y 2023 en la Oper Graz hará su esperado debut en el papel principal de la opereta Die Großherzogin von Gérolstein de Jacques Offenbach. También debutará como La Baronessa di Champigni en la nueva producción de Il cappello di paglia di Firenze de Nino Rota, seguida de Varvara en la Ópera Katja Kabanova de Leoš Janáček. Como artista invitada, debutará en el género musical como Evita en la conocida pieza de Andrew Lloyd Weber. Otros dos estrenos operísticos de esta temporada serán Marguerite en La Condenación de Fausto de Héctor Berlioz y su regreso al Teatro Real como Plaerdemavida La Viuda Reposada en la ópera de cámara Diàlegs de Tirant i Carmesina, de Joan Magrané.[cita requerida]